# Dave Tork
Dave Tork (ur. 25 sierpnia 1934) – amerykański lekkoatleta, tyczkarz.
Zdobył złoty medal igrzysk panamerykańskich w São Paulo w 1963. W 1963 został halowym mistrzem Stanów Zjednoczonych. Swój rekord życiowy (5,08 m) ustanowił 27 czerwca 1964 w New Brunswick. 28 kwietnia 1962 w Walnut ustanowił rekord świata (4,93 m), który przetrwał do 22 czerwca 1962. Do jego osiągnięć należy również, ustanowiony 25 stycznia 1963 halowy rekord świata (4,93 m), który został pobity następnego dnia.